# Libnotes regina
Libnotes regina là một loài ruồi trong họ Limoniidae. Chúng phân bố ở miền Cổ bắc.